# 姆斯季斯拉夫·姆斯季斯拉维奇
（大胆的）姆斯季斯拉夫·姆斯季斯拉维奇（俄语：Мстисла́в Мстисла́вич Удало́й；?—1228年），是古罗斯王公，留里克王朝封建分裂时期最著名的王公之一。他曾任托罗佩茨王公（1206年－1210年），诺夫哥罗德王公（1210年－1215年，1216年－1218年）和加利奇王公（1219年－1220年，1221年－1227年）。
姆斯季斯拉夫·姆斯季斯拉维奇是斯摩棱斯克王公姆斯季斯拉夫·罗斯季斯拉维奇之子，母亲是一位梁赞公主。他参加了1193年至1203年罗斯各公国对波洛韦茨人的战争，以作战勇敢而著称。后来他与波洛韦茨人的忽炭汗的女儿结婚。1206年，姆斯季斯拉夫·姆斯季斯拉维奇在托罗佩茨当王公。1210年，听闻到他的声名的诺夫哥罗德人邀请他去当王公。他也是欽察人忽炭的女婿。
在成为诺夫哥罗德公爵之后，姆斯季斯拉夫·姆斯季斯拉维奇与力图将整个罗斯统一在其权力之下的弗拉基米尔大公弗谢沃洛德（大窝）进行斗争，并且击溃了弗谢沃洛德的一支正在围攻托尔卓克城的军队。1212年和1214年，姆斯季斯拉夫·姆斯季斯拉维奇率领诺夫哥罗德人与楚德人和立窝尼亚骑士团作战，获得胜利。1214年，他在争夺基辅大公公位的混战中击败了切尔尼戈夫王公弗谢沃洛德·斯维亚托斯拉维奇（红头发），使自己的叔叔姆斯季斯拉夫·罗曼诺维奇成为大公。
1216年，姆斯季斯拉夫·姆斯季斯拉维奇领导诺夫哥罗德军队在利皮齐河沿岸的战役中打败了弗拉基米尔大公尤里二世·弗謝沃洛多維奇。他于是把自己的盟友、罗斯托夫王公康斯坦丁·弗谢沃洛多维奇推上大公宝座。1218年，姆斯季斯拉夫在诺夫哥罗德的公位被敌人推翻；他被迫放弃在罗斯东北部的领地，返回加利奇。在那里他击败了占有公位的匈牙利王子科罗曼·乌戈尔斯基（匈牙利国王安德烈二世之子），成为加利奇的统治者。但他不久又被丹尼尔·罗曼诺维奇王公赶下台；1221年，他最后与丹尼尔·罗曼诺维奇缔和，再次成为加利奇公爵，并且把自己的女儿安娜嫁给后者。
1223年，姆斯季斯拉夫·姆斯季斯拉维奇与其他王公一起，参加了由姆斯季斯拉夫·罗曼诺维奇组织的军事行动，在迦勒迦河之战中抗击蒙古人。俄罗斯军队被彻底击溃；姆斯季斯拉夫·姆斯季斯拉维奇是少数幸免于被杀的王公之一。为了逃命，他在渡过第聂伯河后摧毁了河上的船只，结果使那些没能及时过河的王公通通落到了蒙古人手里。
1227年，加利奇的大贵族（可能还有丹尼尔·罗曼诺维奇）推翻了姆斯季斯拉夫·姆斯季斯拉维奇。在与匈牙利的安德烈二世和解后，他把女儿玛丽亚嫁给了后者之子安德烈·乌戈尔斯基，并把公位让给了他。姆斯季斯拉夫·姆斯季斯拉维奇退到托尔切斯克，不久在那里去世。
| 前任： 斯维亚托斯拉夫·弗谢沃洛多维奇 | 诺夫哥罗德公爵 1210－1215 | 繼任： 雅罗斯拉夫二世·弗谢沃洛多维奇 |
| 前任： 雅罗斯拉夫二世·弗谢沃洛多维奇 | 诺夫哥罗德公爵 1216－1218 | 繼任： 斯维亚托斯拉夫·姆斯季斯拉维奇 |
| 前任： 科罗曼·乌戈尔斯基             | 加利奇公爵 1219－1220     | 繼任： 丹尼尔·罗曼诺维奇             |
| 前任： 丹尼尔·罗曼诺维奇             | 加利奇公爵 1221－1227     | 繼任： 安德烈·乌戈尔斯基             |